# Алпоин Калван, Гильерме
Гилье́рме А́лмор де Алпои́н Калва́н (порт. Guilherme Almor de Alpoim Calvão; 6 января 1937, Шавиш — 30 сентября 2014, Кашкайш) — португальский военный и политик. Капитан 1-го ранга ВМФ Португалии. Участник колониальной войны в Африке, руководитель вторжения в Гвинею в ноябре 1970 года. Противник Апрельской революции, один из руководителей антикоммунистической и антимарксистской организации МДЛП. Играл видную роль в антикоммунистическом движении Жаркого лета. Впоследствии предприниматель и автор военных мемуаров.

## Подготовка военного моряка
Родился в шавишской семье бухгалтера и домохозяйки. В 1938 семья перебралась в Португальскую Восточную Африку. Детство Гильерме провёл в Мозамбике. Семья жила в деревне близ Лоренсу-Маркиша, практически на побережье. С пятилетнего возраста Гильерме увлекался водными видами спорта. Ещё до окончания школы решил стать военным моряком. Был проникнут мировоззрением колониальной империи и лузотропикализма.
В 1953 году Гильерме Алпоин Калван приехал в Лиссабон, поступил в военное училище. На следующий год поступил в Морскую школу, окончил в 1957. Проходил обучение в Великобритании. С 1959 на службе в португальском военном флоте. По британской методике занимался подготовкой спецназа морской пехоты.

## Офицер морского спецназа

### В колониальной войне
В 1960-х Алпоин Калван участвовал в португальской колониальной войне. Воевал в Португальской Гвинее против марксистских повстанцев ПАИГК. Как офицер капитан Алпоин Калван отличался храбростью, высоким профессионализмом и дисциплинарной жёсткостью. Среди его подчинённых был Марселину да Мата.
Морской спецназ DF8 в составе 75 человек под командованием Кальвана провёл ряд успешных операций против ПАИГК. Было убито около полутора сотен бойцов ПАИГК, несколько десятков взяты в плен, уничтожено почти 90 боевых судов. Потери DF8 составили четыре человека убитыми и около 30 раненых. 10 июня 1966 года премьер-министр Португалии Антониу ди Салазар лично наградил Алпоина Калвана медалью за воинскую доблесть. Всего за годы службы капитан Алпоин Калван был удостоен 16 военных наград.

### Операция «Зелёное море»
22 ноября 1970 года Алпоин Калван был одним из руководителей операции Mar Verde — Зелёное море — рейда в Гвинею с целью освобождения португальских пленных, уничтожения инфраструктуры ПАИГК и нанесения удара по режиму Секу Туре. Итоги операции расценивались неоднозначно. Генерал Франсишку да Кошта Гомиш (вообще крайне негативно относившийся к Алпоину Калвану) называл её «катастрофой», которая привела к международной изоляции Португалии. С другой стороны, тогдашний премьер-министр Марселу Каэтану считал необходимой акцию освобождения соотечественников из гвинейского плена.
Португальцам и их гвинейским союзникам не удалось нейтрализовать лично Секу Туре и Амилкара Кабрала, но в целом «Зелёное море» считается одной из самых успешных португальских операций в Африке.

## Политические позиции
Политически Алпоин Калван придерживался правых салазаристских взглядов, был убеждённым националистом и антикоммунистом. Его главным политическим принципом являлось сохранение «заморских провинций» — колоний Португалии. По этой причине он отклонил предложение Пиньейру ди Азеведу (будущего адмирала и премьер-министра) присоединиться к революционному антиправительственному Движению капитанов. Кальван задал вопрос: «Что с заморскими делами?»

Он сказал о самоопределении. Я счёл это расплывчатым и настаивал на ответе. Конечно, я думал, что демократии являются самыми неплохими из режимов. Но я хотел получить гарантии относительно заморских территорий. И поскольку он не отступал от самоопределения, я попросил его не говорить со мной.

Алпоин Калван

Апрельскую революцию 1974 года Гильерме Алпоин Калван встретил крайне враждебно, считая её «марксистско-ленинской агрессией» против Португалии. 25 апреля 1974 Алпоин Калван находился в штаб-квартире тайной полиции ПИДЕ. Утром он убедил революционный отряд отказаться от штурма здания во избежание кровопролития. Однако вечером бой всё равно состоялся, погибли пять человек.

## В антикоммунистическом сопротивлении
11 марта 1975 года Алпоин Калван принял участие в попытке правого контрпереворота генерала Антониу ди Спинолы. Предварительные оперативные совещания заговорщиков проводились в его квартире. Алпоин Калван специально выезжал в Мадрид, где встречался с Барбьери Кардозу и договаривался о координации действий с Армией освобождения Португалии (ЭЛП). Нуну Барбьери — сын Кардозу, офицер флота — действовал 11 марта под командованием Калвана: в их задачу входила нейтрализация правительственных войск и захват радиостанции.
Из-за неудачи этого выступления вынужден был бежать в Испанию, оттуда перебрался в Бразилию. Окончил в Рио-де-Жанейро курс бизнес-администрирования, обучился пилотированию одноместного самолёта.
Находясь в эмиграции, 5 мая 1975 Алпоин Калван вступил в созданное Спинолой Демократическое движение за освобождение Португалии (МДЛП). Пробравшись в Португалию, возглавил оперативное командование МДЛП, руководил боевыми и террористическими подразделениями подполья. Для финансирования организации он продал собственный антикварный магазин в Мадриде. Тесно сотрудничал с идеологом и политическим организатором антикоммунистического сопротивления каноником Эдуарду Мелу Пейшоту (викарий арихиепархии Браги). Одно время Алпоин Калван скрывался в семинарии Браги.

Белый крест победит красное угнетение. Вся Португалия поднимается против коммунизма, иностранной узурпации и атеистического гнёта.

Листовка МДЛП

Гильерме Алпоин Калван организовывал антикоммунистические акции и протесты, снабжение оружием правых боевиков. Взаимодействовал с ангольским движением ФНЛА Холдена Роберто. Рассматривал деятельность МДЛП как борьбу против коммунистической диктатуры, «против номенклатуры на дачах». Боевики МДЛП и ЭЛП, участники движения Мария да Фонте совершили в период Жаркого лета сотни нападений, атак, терактов и манифестаций. Левые источники утверждают, что боевики Алпоина Калвана совершили 7 убийств, 62 взрыва и поджога зданий, 52 взрыва и поджога автомобилей, 102 нападений на партийные офисы, 70 из которых были разрушены.
В сентябре-октябре 1975 года лидер «Мария да Фонте» Валдемар Парадела ди Абреу предлагал Алпоину Калвану организовать приезд на Север Португалии генерала Спинолы и сформировать под его руководством «правительство свободной Португалии». К тому времени Северный регион в значительной степени контролировался антикоммунистическим движением, и Парадела был уверен, что «нет военной силы, способной победить восстание». Однако Алпоин Калван не был готов к таким шагам и призывал проявлять терпение. Тайные переговоры велись под эгидой каноника Мелу в подсобных помещениях семинарии Браги, под постоянной угрозой раскрытия и ареста. 4 октября 1975 Алпоин Калван едва не был арестован, но сумел уйти по крыше семинарии, куда его вывел через чердак каноник Мелу. После этого Алпоин Калван вновь покинул Португалию.
25 ноября 1975 года подавление прокоммунистического мятежа изменило политическую ситуацию в Португалии. Генерал Спинола объявил о роспуске МДЛП в связи с устранением марксистской опасности.

## Конфликт с соратником
В последние годы эмиграции отмечались конфликты Алпоина Калвана с другим видным деятелем MDLP — бизнесменом Жуакином Феррейрой Торрешем, руководителем одной из боевых групп. Причиной являлись взаимные денежные претензии, связанные с расходованием средств подполья.

Прошу тебя, дорогой Гильерме, не заставляй меня думать о друге то, чего бы я не хотел.

Жуакин Феррейра Торреш (из письма Алпоину Калвану)

После убийства Феррейры Торреша 21 августа 1979 Алпоин Калван некоторое время находился под подозрением. Однако расследование убийства не дало результатов.

## Ветеран «тысячи сражений»
В 1978 Гильерме Алпоин Калван возвратился в Португалию и поселился в Кашкайше. Сохраняя деловые связи в Бразилии и Гвинее-Бисау, занялся бизнесом в сфере военных технологий, продовольственных поставок и антиквариата. Консультировал португальские фирмы, работающие в Гвинее-Бисау, критикуя при этом правящий режим ПАИГК. Одно из предприятий учредил вместе с коллегой по «Жаркому лету» — оперативным руководителем ЭЛП Франсишку ван Уденом.
Занимал руководящие посты в организации ветеранов португальского спецназа. В 1986 Калван добился своего восстановления в ВМФ и офицерского звания капитана 1-го ранга.
Гильерме Алпоин Калван издал несколько книг, из которых наиболее известны Honra e Dever — Честь и долг, De Conakry ao MDLP — Из Конакри в MDLP, O 11 de Março — peças de um processo — 11 марта — части процесса.
10 июля 2010 года командир корпуса морской пехоты вручил Гильерме Алпоину Калвану медаль «За образцовое поведение». Эта церемония была расценена в офицерском корпусе ВМФ Португалии как «восстановление справедливости». Политические противники Калвана высказали в этой связи возмущение и охарактеризовали награждение как признак «консолидации режима, который поддерживает террористические войны США и НАТО».
Гильерме Алпоин Калван причислялся к португальской военной элите. Как «вечный воин» и «герой тысячи сражений» он пользовался большим уважением в стране. Крайне правые политические взгляды Алпоина Калвана отторгались большинством португальцев, однако и в этом ему отдавалось должное за мировоззренческую твёрдость, убеждённость и решительность.

Противники назвали его фашистом за защиту режима, свергнутого 25 апреля. Сторонники говорили о его фронтовом героизме, чести и верности, которые, по их мнению, не были связаны ни с какой идеологией.

## Кончина
В преклонном возрасте у Алпоина Калвана возникли серьёзные проблемы со здоровьем. Несколько лет он регулярно проходил процедуру гемодиализа, ему была ампутирована левая нога. Несмотря на это, он продолжал активную жизнь, занимался систематизацией своего архива и коммерческими операциями с произведениями искусства.
29 сентября 2014 Гильерме Алпоин Калван был госпитализирован в больницу Кашкайша. На следующий день он скончался. О кончине Алпоина Калвана 30 сентября 2014 официально информировало командование португальских ВМС. Авторы некрологов характеризовали его не только как прославленного военного моряка, но и как «антикоммунистического оперативника».
После кремации прах Алпоина Калвана был развеян над морем с борта военного корабля Corte Real.

## Семья
Гильерме Алпоин Калван был женат, имел троих детей. Его сын — коммерсант, одна дочь — юрист, другая — военная лётчица.

## Награды
За время своей службы и до своей смерти Гильерме Алмор ди Алпоин Калван получил 16 наград. Среди наиболее значимых:
| Страна     | Дата           | Награда                                                                             | Награда                                                                             | Литеры |
| ---------- | -------------- | ----------------------------------------------------------------------------------- | ----------------------------------------------------------------------------------- | ------ |
| Португалия | 23 июля 1970 — | Офицер Военного ордена Башни и Меча, Доблести, Верности и Заслуг с пальмовой ветвью | Офицер Военного ордена Башни и Меча, Доблести, Верности и Заслуг с пальмовой ветвью | OTE    |
| Португалия | —              | Золотая медаль Военной доблести с пальмовой ветвью                                  | Золотая медаль Военной доблести с пальмовой ветвью                                  | MOVM   |
| Португалия | —              | Два Военный креста 1 класса                                                         | Два Военный креста 1 класса                                                         | MPCG   |
| Португалия | —              | Серебряная медаль «За выдающиеся заслуги»                                           | Серебряная медаль «За выдающиеся заслуги»                                           | MPSD   |
| Португалия | —              | Медаль «За военные заслуги» 2 класса                                                | Медаль «За военные заслуги» 2 класса                                                | MSMM   |
| Португалия | —              | Золотая медаль «За образцовое поведение»                                            | Золотая медаль «За образцовое поведение»                                            | MOCE   |
| Португалия | 17 мая 1972 —  | Рыцарь Военного ордена Святого Бенедикта Ависского                                  | Рыцарь Военного ордена Святого Бенедикта Ависского                                  | CavA   |
| Португалия | —              | Медаль ордена Инфанта дона Энрике                                                   | Медаль ордена Инфанта дона Энрике                                                   |        |